# Ria de Corcubión
La ria de Corcubión, també coneguda com a ria de Cee i Corcubión, és una ria de la província de la Corunya, a Galícia. És la més septentrional de les anomenades Rías Baixas i es troba entre la ria de Camariñas i la ria de Muros i Noia.
Banya els municipis de Fisterra, Corcubión, Cee, Dumbría i Carnota. Aquesta ria descriu un ampli arc que, des del cap Fisterra, la desembocadura del riu Xallas (en el poble d'O Ézaro) i el monte Pindo, que domina el conjunt, es va obrint cap al sud fins a la platja de Carnota, raó per la qual es va transformant en una badia.

## Galeria d'imatges

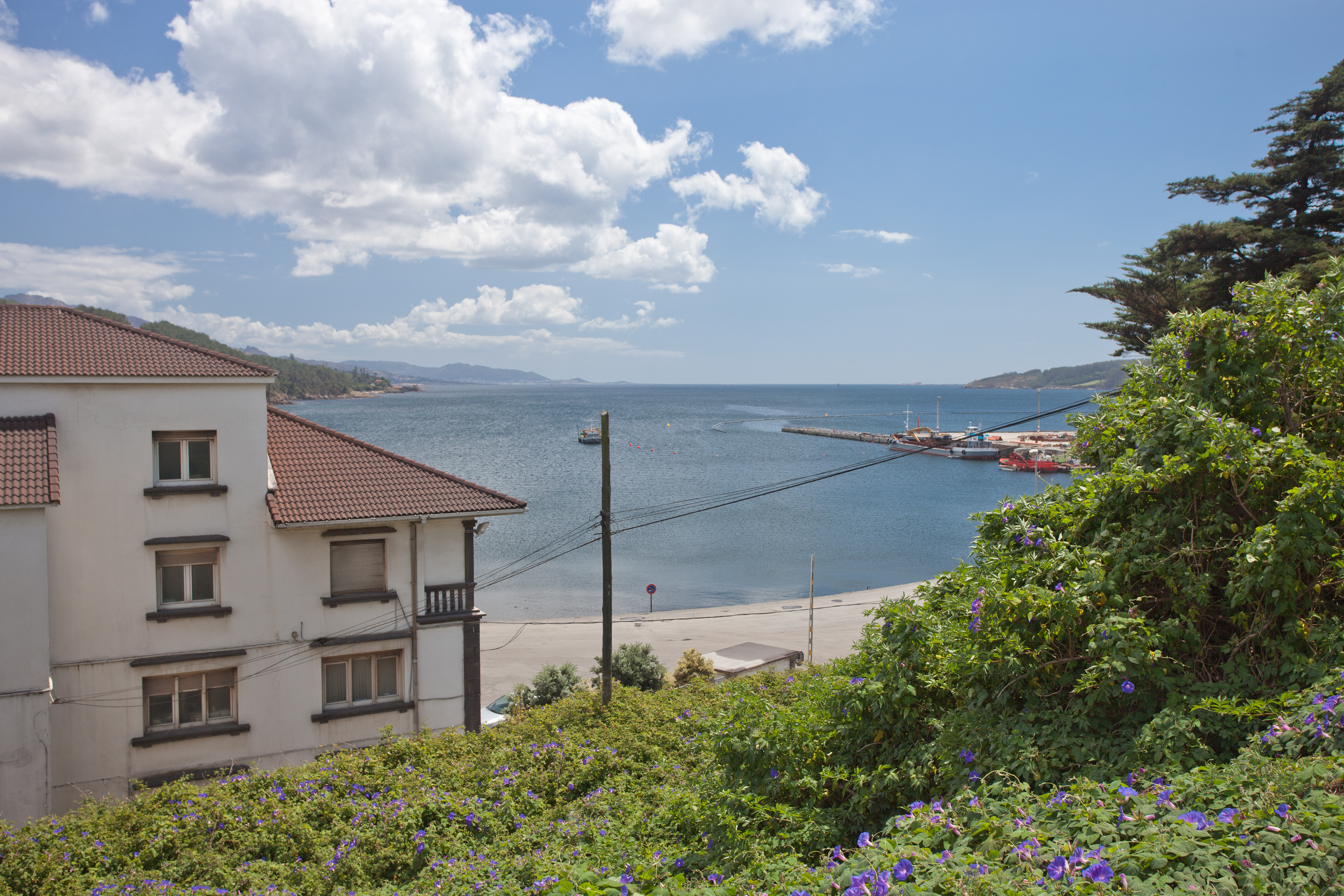
La ria des de Brens, al municipi de Cee